# Leptologia
Leptologia là một chi bướm đêm thuộc họ Noctuidae.